# Conus wittigi
Conus wittigi é uma espécie de gastrópode do gênero Conus, pertencente à família Conidae.